# Joan Soler i Julià
Joan Soler i Julià (Barcelona, 1 de març de 1883 - Barcelona, 27 de maig de 1944) fou un metge català que arribà a dirigir l'Hospital de la Santa Creu i Sant Pau de Barcelona i que també fou nomenat president de la Comissió Gestora que treballà per la represa del FC Barcelona al final de la guerra civil, durant els mesos de depuració dels elements desafectes del club al nou règim, des del 22 d'abril del 1939 fins al 12 de març del 1940. 

## Biografia
Va néixer a la plaça de Santa Anna de Barcelona, fill del metge Joan Soler i Buscallà, natural d'Olvan, i de Dolors Juliá i Inès, natural de Barcelona.
Soler i Julià, que havia estat vicepresident del Barça des del juliol del 1934 a l'agost del 1936, sota les presidències d'Esteve Sala i de Josep Sunyol i Garriga, dirigí la represa de les activitats del club a la Barcelona ocupada, a l'espera del nomenament de la nova junta directiva per part de les autoritats federatives.
Es va casar amb Dolors Creus i Vidal, filla de l'advocat Manuel Creus i Esther i de Dolors Vidal i Ferrer.